# Daniel Katz (Schriftsteller)
Daniel Katz (* 25. November 1938 in Helsinki) ist ein finnischer jüdischer Autor und Freiberufler.

## Leben
Der zweisprachige (schwedisch und finnisch) Daniel Katz stammt aus einer finnlandschwedischen jüdischen Familie, die – wie auch viele andere Juden in Finnland – ursprünglich aus Russland stammt. Er ist überwiegend schwedischsprachig in Helsingfors (finnisch Helsinki) geboren und aufgewachsen und studierte Geisteswissenschaften an der Universität Helsinki. Darauffolgend übte er die unterschiedlichsten Tätigkeiten aus und war u. a. Sprengmeister im Tunnelbau, Musikredakteur, Schauspieler, Dolmetscher und Journalist. Er lebte einige Jahre in Israel.
Seit 1968 ist er freier Schriftsteller, seine Werke wurden in zahlreiche Sprachen übersetzt und mehrfach ausgezeichnet. Er schreibt v. a. in finnischer Sprache, hat aber auch schwedischsprachige Drehbücher für Yle Fem verfasst. Er erhielt zweimal den Staatlichen Literaturpreis (Kirjallisuuden valtionpalkinto / Statens litteraturpris), 1977 für den Roman Orvar Kleinin kuolema („Der Tod des Orvar Klein“) und 2009 seinen Band mit 26 Fabeln Berberileijonan rakkaus ja muita tarinoita („Die Liebe des Berberlöwen und weitere Fabeln“). 2015 wurde er mit der Pro Finlandia-Medaille ausgezeichnet.
Katz war mit der Übersetzerin Liisa Ryömä (1947–2017) verheiratet. Heute lebt er in Liljendal. Er hat vier Kinder, darunter der Musiker Kalle Katz.

## Werke (Auswahl)
- Als Großvater auf Skiern nach Finnland kam (Kun isoisä Suomeen hiihti, dt.), 1972; 2. Aufl. Hinstorff, Rostock 1999
- Der Tod des Orvar Klein (Orvar Kleinin kuolema, dt.), 1979; 2. überarb. Aufl. Hinstorff, Rostock 1998
- Der falsche Hund (Saksalainen sikakoira, dt.) Luchterhand, München 1997
- Lots Töchter (Herra Lootin tyttäret, dt.) Insel Verlag, Frankfurt am Main 2001 ISBN 3-458-17056-1
- Treibholz im Fluß (Laituri matkalla mereen, dt.) Klett-Cotta, Stuttgart 2005 ISBN 3-608-93628-9